# ぽっぺん先生
『ぽっぺん先生』（ぽっぺんせんせい）は、舟崎克彦の児童文学シリーズ。また同シリーズに登場する架空の人物である。1973年に『ぽっぺん先生の日曜日』が発行されて以後シリーズ化された。これは当時28歳だった舟崎の、初の単独による長編である。

## 概要
「さて、そろそろはじめますか…。」が口癖の、独活大学（うどだいがく）生物学部の助教授「ぽっぺん先生」がある日、不思議な世界に迷い込むという構成の作品群。自然界の動植物達との対話や、先生のひとりごとに散りばめられる生物学講義さながらの解説を織り混ぜ、幻想的な冒険物語が進行する。『不思議の国のアリス』や『スプーンおばさん』シリーズ、『ドリトル先生』シリーズと絡めて紹介されることが多い。
日本の伝統的な児童文学からあまりに懸け離れた内容だったため、当初は出版元を見つけるのに苦労したが、高橋睦郎によって紹介された吉岡実の仲介により、筑摩書房からの刊行が決定した。
挿絵はもともと画家志望だった舟崎自身が描いており、発表当時「E・H・シェパードの猿真似に過ぎない」と酷評されたこともあるが、舟崎は敬愛する画家と比較された思いがけぬ光栄に大喜びした。
『ぽっぺん先生と帰らずの沼』は1982年にアニメ化されている。
ぽっぺん先生のキャラクターを著者と重ね合わせる読者もいるが、著者は柔道の有段者で、大学時代に柔道部の主将を務めたスポーツマンであり、ぽっぺん先生とは個性とのギャップが大きいといえる。
ぽっぺん先生が勤務する独活大学は、著者の母校学習院大学がモデルになっている。

## 主な登場人物
ぽっぺん先生
主人公。38歳（『ぽっぺん先生と鏡の女王』1988年時点では42歳で、以降のシリーズからは発表年に合わせて年をとっていた。また、ぽっぺん先生のどうぶつ日記シリーズでは40歳になっている）。学者で独活大学生物学部長（の、一番弟子）の父親が遺した古い屋敷に老母（「バアサン」）と2人で暮らす、独身の生物学部の助教授という設定である。「ぽっぺん」というのはあだ名で、ぽっぺん先生が歩くと、いつも履いているつっかけのかかとからぽっぺんを鳴らしたような音がすることからそう呼ばれている。本名は不詳。
縁の太くぶあつい丸眼鏡をかけており、大きな鼻が特徴。ポロシャツ、あるいはW.C（顧問を務める競歩部 Walking　Club のイニシャル）と入ったあずき色のユニフォームを着用している。愛用の皮製のつっかけは彼が33歳のころ水虫にかかったことがきっかけで履き始め、完治した後もそのままトレードマークになった。
教授に何度か推薦されるものの、肝心の論文が「夢のような結論」になってしまうため万年候補生である。
好物はけんちん汁。クラシック音楽が好きでベートーヴェンを崇拝しているが、本人は音痴である。高所恐怖症で、自転車にも乗れない。『ぽっぺん先生のどうぶつ日記』の「ウミガメさいばん」の回で、カナヅチでもあることが判明。特技はベートーベンの似顔絵をそらで描けること。
学童疎開の経験者。
バアサン
ぽっぺん先生の母親。キリスト教徒で、洗礼名はメリー。得意料理は汁物で、特にけんちん汁はぽっぺん先生の大好物である。不思議な世界へ放り込まれたぽっぺん先生がいつも恋しがり、現実世界への帰還の目標になるものの一つがバアサンの手料理だが、物語のおちで、ぽっぺん先生はバアサンの作る温かい夕飯にありつき損ねることもある。
ぽっぺん先生の父親
故人。ぽっぺん先生の自宅にある書斎の元々の持ち主で、独活大学生物学部長の一番弟子だった学者。金の背表紙の『進化論』を大事にしていた。
鴨ノ橋
「鉄仮面」のあだ名を持っているウド大学の地学教授。ぽっぺん先生の同僚。ロブロ・フォン・マタチッチのコンサートチケットをぽっぺん先生に譲った。

## ぽっぺん先生シリーズ
2008年現在、以下のシリーズが発刊されている。また、これらの長編とは別に絵本の『ぽっぺん先生のどうぶつ日記』シリーズ（パロル舎）もある。
初刊は筑摩書房。
- 『ぽっぺん先生の日曜日』1973年　のち角川文庫、ちくま文庫、岩波少年文庫
- 『ぽっぺん先生と帰らずの沼』1974年　のち文庫、岩波少年文庫
- 『ぽっぺん先生と笑うカモメ号』1976年　のち岩波少年文庫
- 『ぽっぺん先生とどろの王子』1977年
- 『ぽっぺん先生の動物事典』1979年
- 『ぽっぺん先生地獄へようこそ』1983年
- 『ぽっぺん先生の博物誌』1985年
- 『ぽっぺん先生と鏡の女王』1988年
- 『ぽっぺん先生と星の箱舟』1991年
- 『ぽっぺん先生のクリスマス』1994年
- 『ぽっぺん先生のどうぶつ日記』全6巻　のちパロル舎
  1. へんてこヒヨドリ （1983年）
  2. ギンギラかいじゅう
  3. ひとまねザル
  4. ウミガメさいばん
  5. セミせんそう （1984年）
  6. モグラさくせん

## テレビアニメ
1982年4月29日、『ぽっぺん先生と帰らずの沼』のタイトルで90分のスペシャルアニメがTBS系で放送された。
1985年頃に日本ビクターからVHDが発売された。これ以外で本作は一切ビデオソフト化されておらず、このVHDが唯一のビデオソフトとなっている。

### 声の出演
- ぽっぺん先生 -- 岸部シロー
- ナレーション／蜂須賀先生 -- 永井一郎
- 編集者／カケス -- 千田光男
- 江戸ッ子カゲロウ／ヒキガエル -- 野本礼三
- 大ナマズ -- 八奈見乗児
- 九官鳥／トノサマガエル -- 田の中勇
- カワセミ／アツモリソウ -- 松島みのり
- キツツキ -- 辻シゲル
- 山百合 -- 中島千里
- ノイバラ／女王アリ -- 長島亮子
- 乳母アリ -- 荘司美代子
- 兵隊アリ／ハンミョウ -- 佐藤正治
- 蟻地獄 -- 田中康郎
- 高木ゆう子
- 飯塚はるみ